# Prvinci
Prvinci je naseljeno mjesto u Republici Hrvatskoj u Zagrebačkoj županiji. 

## Zemljopis
Administrativno je u sastavu općine Krašić. Naselje se proteže na površini od 1,75 km².

## Stanovništvo
Prema popisu stanovništva iz 2001. godine u Prvincima živi 17 stanovnika i to u 10 kućanstava. Gustoća naseljenosti iznosi 9,71 st./km².
| broj stanovnika | 54    | 56    | 87    | 106   | 103   | 75    | 59    | 97    | 86    | 93    | 82    | 87    | 46    | 41    | 17    | 8     | 5     |
|                 | 1857. | 1869. | 1880. | 1890. | 1900. | 1910. | 1921. | 1931. | 1948. | 1953. | 1961. | 1971. | 1981. | 1991. | 2001. | 2011. | 2021. |